# If Youth But Knew
If Youth But Knew é um filme de romance britânico de 1926, dirigido por George A. Cooper e estrelado por Godfrey Tearle, Lillian Hall-Davis e Wyndham Standing. É uma história de amor, abrangendo duas gerações.

## Elenco
- Godfrey Tearle - Doutor Martin Summer
- Lillian Hall-Davis - Dora / Doreen
- Wyndham Standing - Sir Ormsby Ledger
- Mary Odette - Loanda
- Mary Rorke - Sra. Romney
- Patrick Waddington - Arthur Noel-Vane
- May Beamish - Mrs. Summer
- Minnie Rayner - Martha
- Forrester Harvey - Amos
- Donald Walcot - Aulole